# Mak lekarski

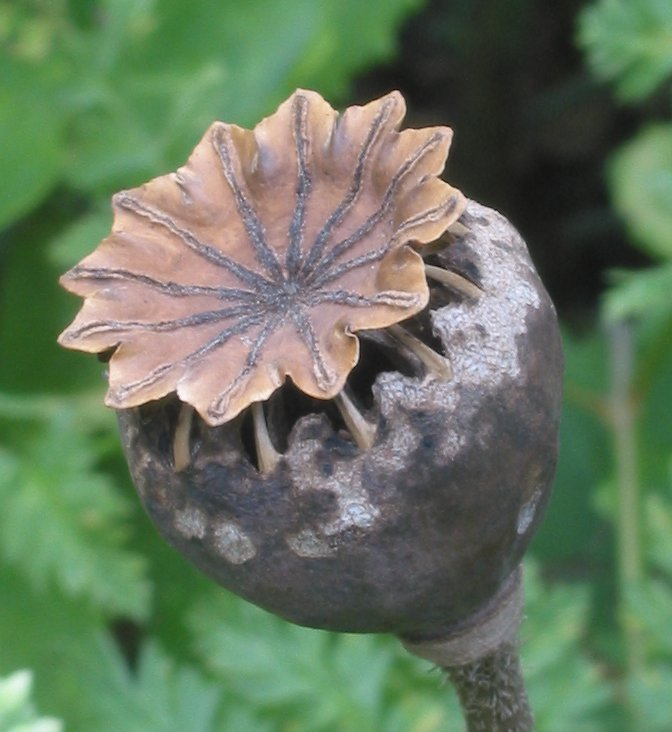
Dojrzały owoc (makówka)

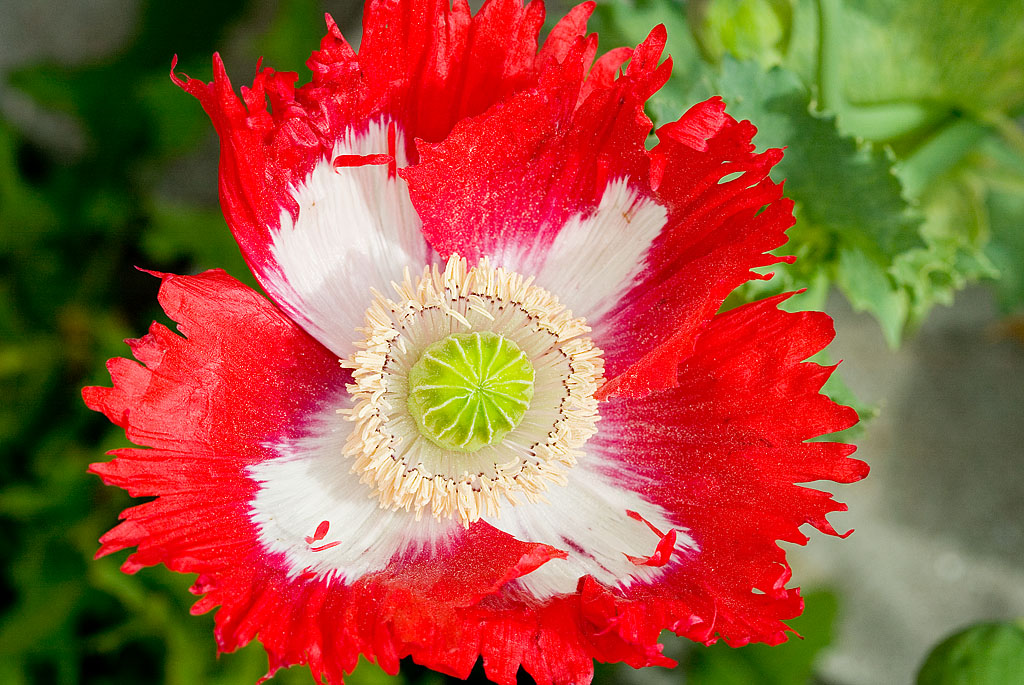
Kultywar o ozdobnych kwiatach

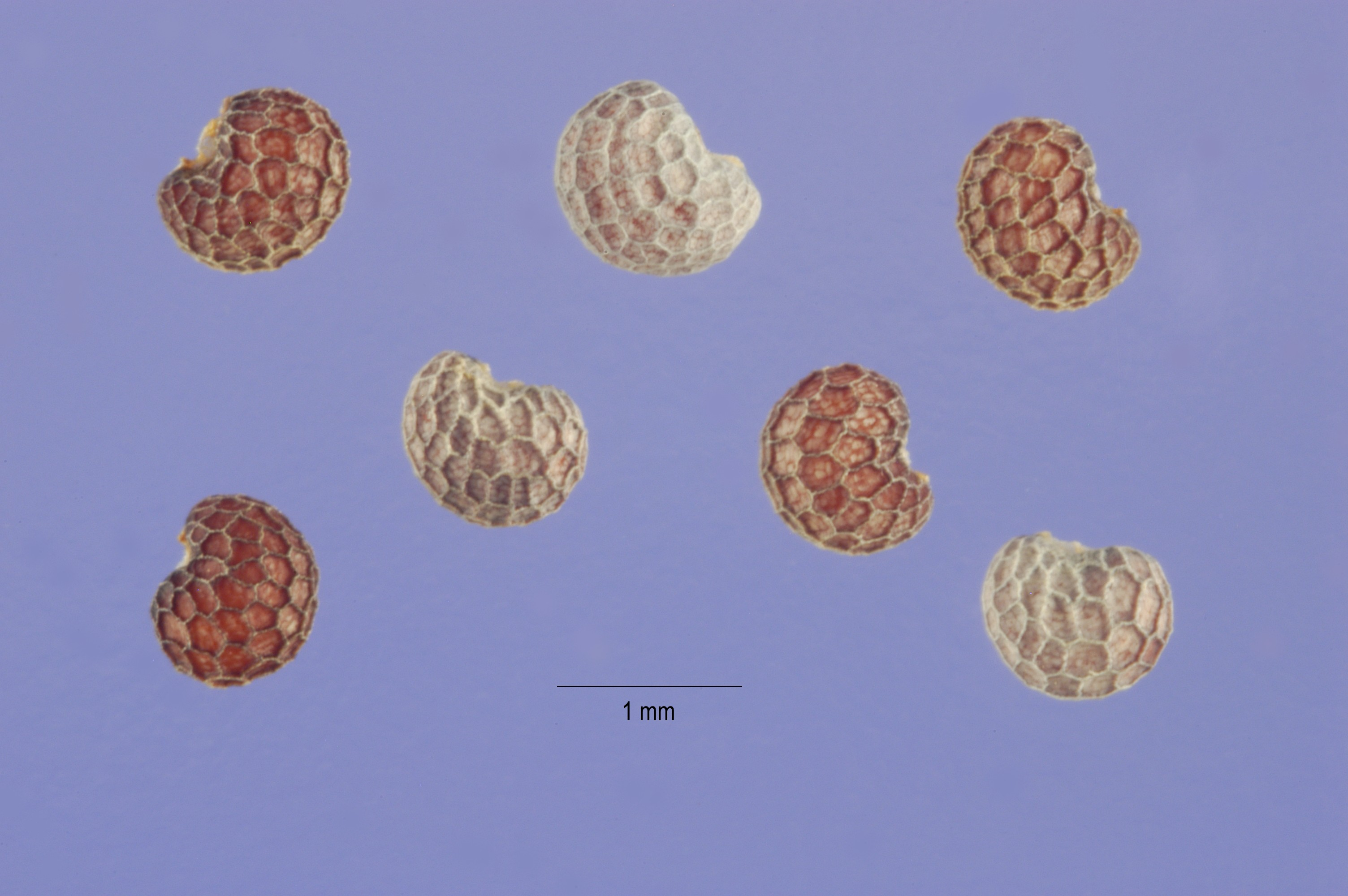
Nasiona

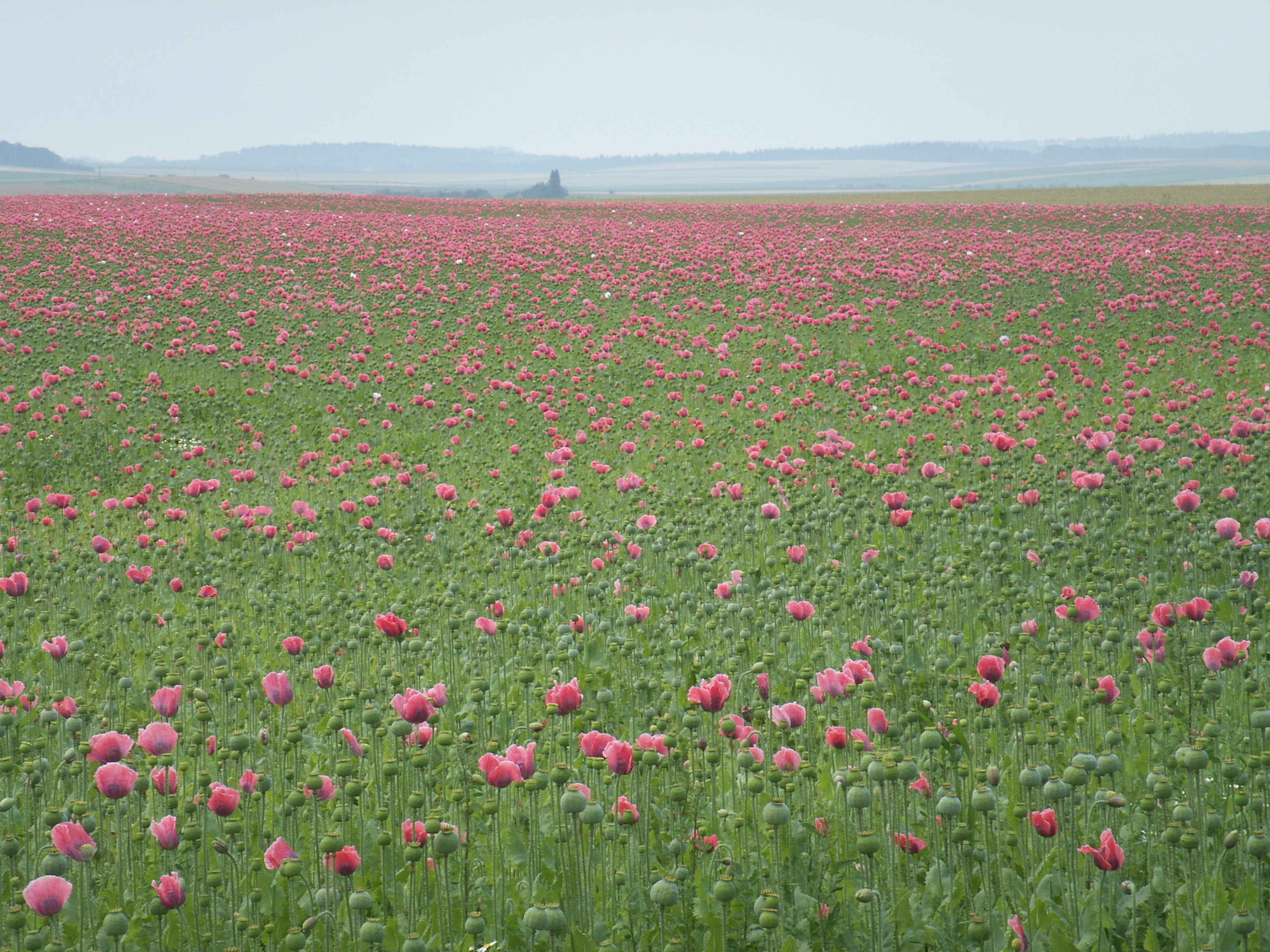
Plantacja maku

Mak lekarski, m. ogrodowy, m. uprawny (Papaver somniferum L.) – gatunek jednorocznej rośliny uprawnej z rodziny makowatych.

## Historia
Mak lekarski wywodzi się z Azji Mniejszej, z zachodniej części basenu Morza Śródziemnego i z Afryki Północnej. Być może pochodzi od gatunku P. setigerum, w stanie dzikim nie występuje, znany już był w starożytności.
Udokumentowane relacje stosowania opium w uśmierzaniu bólu pochodzą z Azji Mniejszej ok. 1500 roku p.n.e. Uprawę maku w celu uzyskiwania opium prowadzi się od ok. 2 tys. lat. W XIX i XX wieku dokonano wyizolowania z opium licznych alkaloidów, opisania ich własności, a także opracowania półsyntetycznych lub syntetycznych pochodnych związków chemicznych, często o znacznie większej skuteczności. Morfina i kodeina to najważniejsze i stosowane na najszerszą skalę alkaloidy uzyskiwane z maku lekarskiego. Mają działanie przeciwbólowe, przeciwkaszlowe i przeciwbiegunkowe.

## Morfologia
ŁodygaWysokość od 120 do 150 cm; sztywna, prosta lub rozgałęziona. Pokryta wyraźnym białym nalotem, po przecięciu wypływa duża ilość mlecznego soku.
LiściePodługowatojajowate, wyłącznie łodygowe, nierówno karbowane.
KwiatyDuże, o średnicy do 10 cm, z opadającym, 2-działkowym kielichem, posiadające cztery płatki korony, okrągłe lub odwrotnie jajowate, białe, jasnofioletowe, różowe lub czerwone z ciemnymi plamkami u nasady. Pręciki liczne, słupek o siedzącym, tarczowatym znamieniu. Kwitnie od czerwca do lipca.
OwocePrawie kuliste torebki, zwane makówkami, z otworami pod szczytem (nowe odm. nie otwierają się). Zawierają nerkowate nasiona o średnicy 0,9 do 1,5 milimetra o barwie zależnej od odmiany (od brudnobiałych przez czerwonofioletowe po niemal czarne).

## Zastosowanie
- Roślina uprawna: uprawiana na większą skalę w Afganistanie, Chinach, Indiach i w Iranie, w Turcji i wielu krajach Bliskiego Wschodu głównie dla uzyskania opium, zaś w wielu krajach Europy, również w Polsce, mak lekarski uprawiany jest dla celów przemysłowych, leczniczych, a także spożywczych.
  - Sposób uprawy: wysiew od marca do kwietnia, w rozstawie 20–30 cm. Ilość nasion na 1000 roślin: 1 g. Nawożenie azotem: ok. 80kg/ha; Zbiór od połowy sierpnia
- Roślina lecznicza:
  - Surowiec zielarski: tzw. makowiny (Capita Papaveris, Fructus Papaveris immaturus, puste, pozbawione nasion makówki z 10 cm częścią łodygi) używane są do produkcji alkaloidów, głównie takich jak: morfina, kodeina lub papaweryna. Surowcem zielarskim są także nasiona (Semen Papaveris albis).
  - Nasiona(inne języki) zawierają bardzo dużo kwasu linolowego, wapnia, fosforu, magnezu, żelaza, cynku i manganu. Znajdują się w nich też aminokwasy oraz sporo błonnika[4].
- Opium – wysuszony sok mleczny zebrany z nacięcia niedojrzałych makówek; w medycynie i do produkcji narkotyków.
- Sztuka kulinarna: nasiona(inne języki) różnej barwy (białe, niebieskie, szare) wykorzystywane są w celach spożywczych oraz do produkcji oleju (Oleum Papaveris, nasiona zawierają 40-55% oleju). Tłoczony na zimno olej makowy zawiera 70 do 75% kwasu linolowego. Olej może być także używany jako schnący olej techniczny. Olej makowy ma delikatny, lekko orzechowy smak i może być wykorzystywany do przygotowywania sałatek. Powinien być przechowywany w ciemnym i dość chłodnym miejscu.
- Roślina ozdobna uprawiana na rabatach ze względu na swoje ładne kwiaty.

## Choroby i szkodniki
- czarna zgorzel maku – jest wywoływana przez grzyb Helminthosporium papaveris.
- mączniak rzekomy maku – wywoływany przez grzyb Peronospora arborescens.
- mszyca trzmielinowo-burakowa (Aphis fabae)
- tuszel makowiec (Stenocarus fuliginosus)

## Sytuacja prawna
Posiadanie i sprzedaż opium jest w wielu krajach zabronione i możliwość zakupu następuje tylko w przypadku wskazań lekarza. W Polsce zasady uprawy i zakupu Papaver somniferum normuje ustawa z dnia 29 lipca 2005 r. o przeciwdziałaniu narkomanii.